# Dolichopus simplicipes
Dolichopus simplicipes är en tvåvingeart som beskrevs av Aldrich 1922. Dolichopus simplicipes ingår i släktet Dolichopus och familjen styltflugor.
Artens utbredningsområde är Alaska. Inga underarter finns listade i Catalogue of Life.